# Josep Guardiola
Josep "Pep" Guardiola i Sala (Santpedor, 18. siječnja 1971.), španjolski je nogometni trener i bivši nogometaš. Igrao je na poziciji veznog igrača. Trenutno vodi engleski nogometni klub Manchester City.
Profesionalnu karijeru započeo je 1990. godine u Barceloni, igrao je i za  Bresciju, Romu, Al-Ahli i Dorados de Sinaloa. Od 2007. godine je trener u B momčadi Barcelone, a od 2008. do 2012. godine je bio trener glavne momčadi Barcelone. Engleski nogometni klub Manchester City je početkom 2016. godine službeno objavio da će španjolski nogometni stručnjak od sezone 2016./17. voditi City. Guardiola je s engleskim prvoligašem potpisao na tri godine.

## Trofeji
Kao igrač:
Barcelona
- La Liga: 6

1990./91., 1991./92., 1992./93., 1993./94., 1997./98., 1998./99.
- Copa del Rey: 2

1996./97., 1997./98.
- Supercopa de España: 4

1991., 1992., 1994., 1996.
- UEFA Liga prvaka: 1

1991./92.
- UEFA Kup pobjednika kupova: 1

1996./97.
- UEFA Superkup: 2

1992., 1997.
Španjolska
- Olimpijske igre: 1

1992.
Kao trener:
Barcelona B
- Tercera División: 1

2007./08.
Barcelona
- La Liga: 3

2008./09., 2009./10., 2010./11.
- Copa del Rey: 1

2008./09.
- Supercopa de España: 3

2009., 2010., 2011.
- UEFA Liga prvaka: 2

2008./09., 2010./11.
- UEFA Superkup: 2

2009., 2011.
- FIFA Svjetsko klupsko prvenstvo: 2

2009., 2011.
Bayern
- Bundesliga: 1

2013./14.

## Vanjske poveznice
- Josep Guardiola na transfermarkt.de